# Canneto (ecologia)

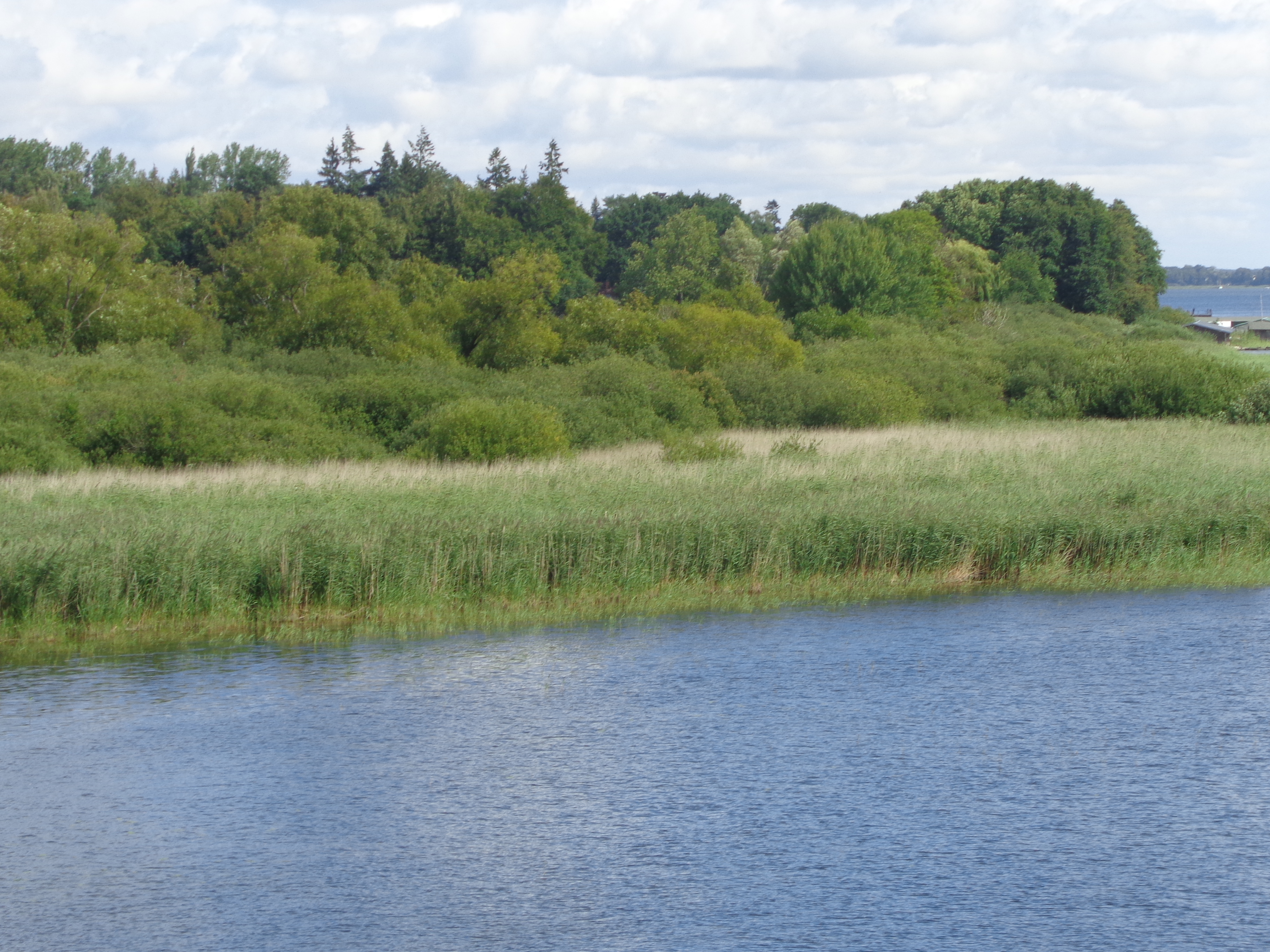
Canneto nel Plauer See (Meclemburgo).

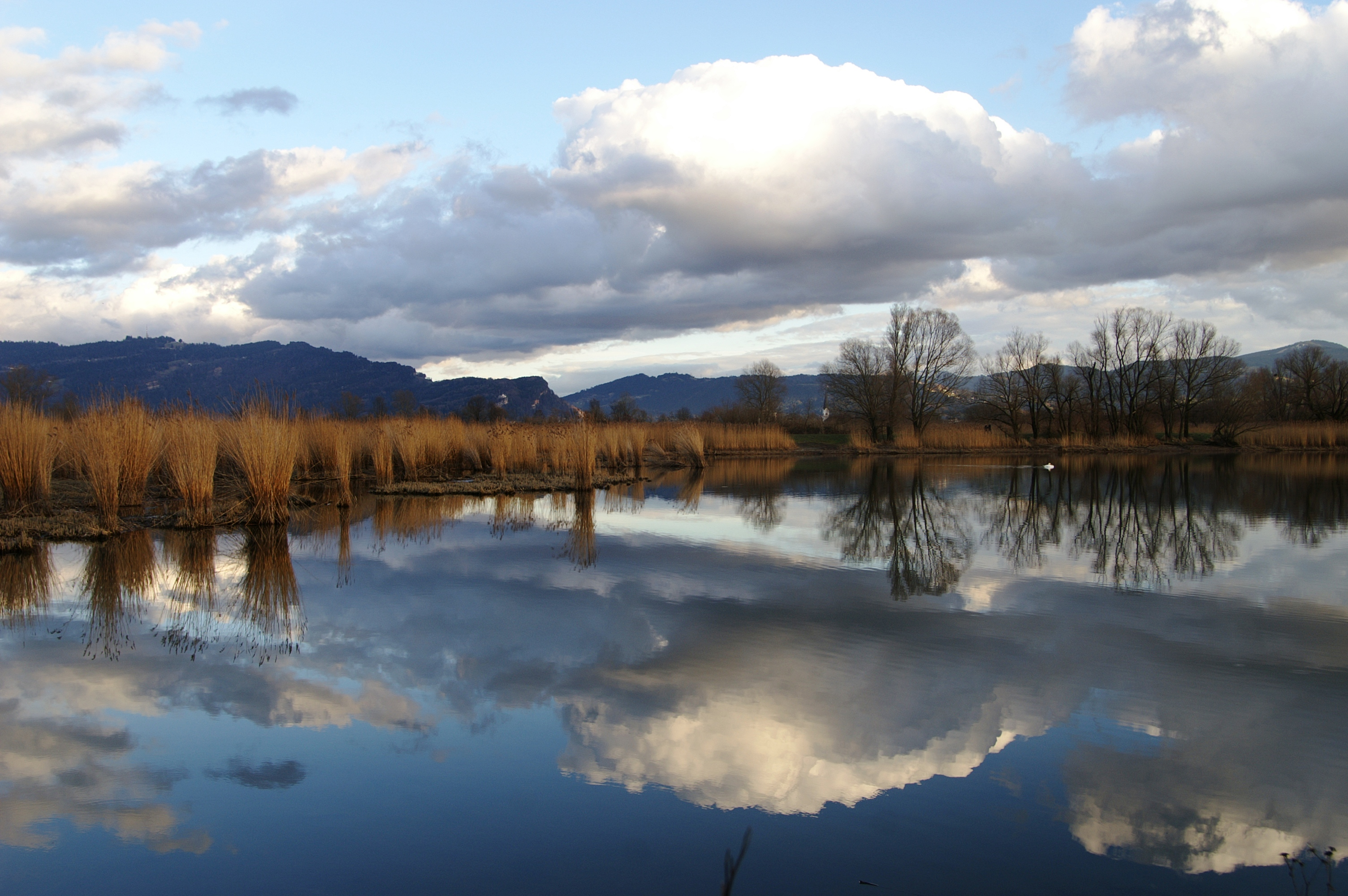
Veduta invernale di un canneto nel Vorarlberg.

Con il termine canneto viene indicato un terreno, per lo più acquitrinoso o argilloso, occupato da graminacee a culmo legnoso. Tale habitat è composto da una vegetazione perfettamente adattata a un ambiente difficile come lo può essere un terreno permanentemente fangoso e asfittico. L'asfissia è dovuta al fatto che l'acqua, infiltrandosi nei pori del terreno, ne allontana l'aria. Il suolo risulta praticamente privo di ossigeno, salvo quello disciolto in quantità modesta nell'acqua stessa. La scarsità di ossigeno rallenta inoltre i processi degradativi dei residui vegetali e animali, che si accumulano e vengono attaccati da una moltitudine di microrganismi anaerobi che liberano, come sottoprodotti delle loro reazioni chimiche, sostanze che possono risultare tossiche per altri organismi, e quindi per le piante stesse.
L'insieme di queste condizioni limitanti ha dunque selezionato una vegetazione che resiste a tali difficoltà e che, generalizzando, viene chiamata «canneto». Esso è composto da specie nelle cui radici è presente un tessuto costituito da cellule separate da ampi spazi vuoti che permettono l'accumulo di ossigeno. Inoltre, l'ancoraggio delle piante, altrimenti facilmente scalzabili dal terreno molle e fangoso, è favorito da fusti sotterranei o rizomi che si allungano e strisciano, producendo nuove piante dalle loro gemme. Lo scheletro del canneto è costituito principalmente dalla cannuccia comune (Phragmites australis), dalla tifa o mazzasorda (Typha spp.), dal giunco (Juncus spp.) e dalla lisca (Schoenoplectus spp.). Queste monocotiledoni, appartenenti, nell'ordine, alle famiglie Graminacee, Tifacee, Giuncacee e Ciperacee, hanno tutte fioritura estiva e impollinazione a opera del vento (anemofila). Anche i loro semi possono venire dispersi dal vento oppure, galleggiando, si spostano con la corrente o con il moto ondoso che viene a crearsi sulle sponde.
Il canneto è l'habitat di molte specie di uccelli, tra i quali, per esempio, la folaga (Fulica atra) e la gallinella d'acqua (Gallinula chloropus); tra gli steli delle canne costruiscono i loro nidi varie specie di cannaiola (Acrocephalus spp.) e il migliarino di palude (Emberiza schoeniclus). La zona sommersa è l'habitat di riproduzione e di sviluppo larvale di varie specie di pesci, anfibi e invertebrati. Dal punto di vista ecologico, il canneto svolge una funzione di «depuratore» naturale, una funzione essenziale per la purificazione degli specchi d'acqua.
A causa dello sviluppo urbanistico e dell'utilizzo ricreativo delle rive fluviali e lacustri, ma anche dell'eutrofizzazione, questo habitat è ormai minacciato in molti luoghi. D'altra parte, un suo sviluppo indiscriminato porta all'impaludamento di uno specchio d'acqua.
Grandi superfici protette di canneto si trovano, per esempio, nel lago di Neusiedl, nel land austriaco del Burgenland.